# هارا هاچی بون مه
هارا هاچی بون مه (به ژاپنی: 腹八分目 Hara hachi bun me))، یکی از آموزش‌های کنفسیوس‌گرایی است که به مردم دستور می‌دهد تا زمانی که ۸۰ درصد سیر شوند غذا بخورند. عبارت ژاپنی به «بخورید تا هشت قسمت (از ده) سیر شوید» ترجمه می‌شود،یا شکم ۸۰ درصد پر. شواهدی وجود دارد که پیروی از این عمل منجر به کاهش شاخص توده بدنی و افزایش طول عمر، و حتی ممکن است به پیشگیری از زوال عقل در سالمندان کمک کند.

## اثرات

نمودار کم وزن، وزن طبیعی، اضافه وزن و چاقی شاخص توده بدنی

بیوشیمی‌دان کلایو مک کی، استاد دانشگاه کرنل در دهه ۱۹۳۰، گزارش داد که کاهش قند قابل توجه باعث طولانی شدن عمر در حیوانات آزمایشگاهی می‌شود. نویسندگان برادلی و کریگ ویلکاکس به همراه ماکوتو سوزوکی معتقدند که هارا هاچی بون مه ممکن است به عنوان نوعی محدودیت کالری عمل کند، و در نتیجه میزان کالری را افزایش دهد. امید به زندگی برای کسانی که به این فلسفه عمل می‌کنند. آنها مورد استان اوکیناوا را در نظر می‌گیرند که جمعیت آن از نظر امید به زندگی در بالاترین رتبه قرار دارد: آنها معتقدند که هارا هاچی بون مه به پایین نگه داشتن BMI متوسط اوکیناوا کمک می‌کند. گمان می‌رود که به دلیل تأخیر در گیرنده‌های کشش معده باشد که به سیگنال دهی کمک می‌کنند گرسنگی (فیزیولوژی) نتیجه تمرین نکردن هارا هاچی بون مه کشش مداوم معده است که به نوبه خود میزان غذای مورد نیاز برای احساس سیری را افزایش می‌دهد.
یوشیدا ایواسه و همکارانش دلایلی را بررسی کرده‌اند که چرا برخی از صدساله‌ها می‌توانند بدون علائم زوال عقل به چنین سنی برسند، و از جمله عوامل دیگر، آنها دریافته‌اند که پیروی از فلسفه «هارا هاچی بون مه» ممکن است به سلامت عصبی نشانگرهایی برای افراد مسن کمک کند.

## اوکیناواها
استان اوکیناواها یک فرهنگ اقلیت هستند که اگرچه بخشی از ژاپن هستند، اما از نوادگان پادشاهی ریوکیو هستند و از سرزمین اصلی چین تأثیراتی داشتند. اوکیناوا دارای بالاترین نسبت افراد صدسالهها در جهان است که تقریباً ۵۰ نفر در هر ۱۰۰۰۰۰ نفر است. آنها به تمرین «هارا هاچی بون مه» معروف هستند، و در نتیجه آنها معمولاً حدود 1800 تا ۱۹۰۰ کیلو کالری در روز مصرف می‌کنند. شاخص شاخص توده بدنی (BMI) سالمندان آنها حدود ۱۸ تا ۲۲ است، در مقایسه با BMI معمولی ۲۶ یا ۲۷ برای بزرگسالان بالای ۶۰ سال در ایالات متحده آمریکا.

## در فرهنگ‌های دیگر
فلسفه هارا هاچی بون مه در فرهنگ‌های دیگر نیز یافت می‌شود.

### چین
از آموزه‌های کنفوسیوس، فلسفه‌های مربوط به قرن پنجم پیش از میلاد در چین، ضرب‌المثلی که در طب سنتی چین یافت می‌شود، می‌گوید: "Chīfàn qī fēn bǎo, sān fēn han" (吃飯七分飽、三分寒) یا "فقط ۷ قسمت کامل بخورید و ۳ قسمت کمتر بپوشید.")

### خاورمیانه
اصل پرهیز از [بیش‌خوری] در اسلام نیز آمده است که قدمت آن به قرن چهاردهم توسط محمد برمی‌گردد که در ضرب‌المثلی آمده است: «یک سوم معده را از مایعات و یک سوم دیگر را از غذا پر کنید و آن را رها کنید. خالی بماند.»

## تأثیر

### فلسفه کنفوسیوس
تمرین کنفسیوس‌گرایی که در مورد خوردن بیش از حد هشدار می‌داد تا طحال، معده یا قلب بیش از حد سنگین نشود به یک ژاپنی ضرب‌المثل تبدیل شد به عنوان: «Hara hachi bun ni yamai nashi هارا جونی بون نی ایشا تارازو» (腹八分に病なし、腹十二分に医者足らず) یا به معنای واقعی کلمه «معده ۸۰٪، بدون بیماری، معده ۱۲۰٪، کمبود پزشک» که معمولاً به انگلیسی به عنوان «هشت قسمت» ترجمه می‌شود.

### فلسفه ذن
در کتاب ۱۹۶۵ فیلیپ کاپلئو نویسنده کتاب سه ستون ذن از هاکوون یاسوتانی دربارهٔ (زا-ذن یوجینکی) («احتیاط‌هایی که باید در زا-ذن رعایت شود» و در حدود ۱۳۰۰ نوشته شده است، نقل قول می‌کند. که توصیه شده است که بیش از هشتاد درصد ظرفیت خود غذا نخورید، در ذن نیز چنین ضرب‌المثلی به چشم می‌خورد.

### فرهنگ آمریکایی
هارا هاچی بون مه با انواع کتاب‌های مدرن در مورد رژیم غذایی و طول عمر در ایالات متحده رایج شد.